# Arcidiocesi di Tiatira e Gran Bretagna

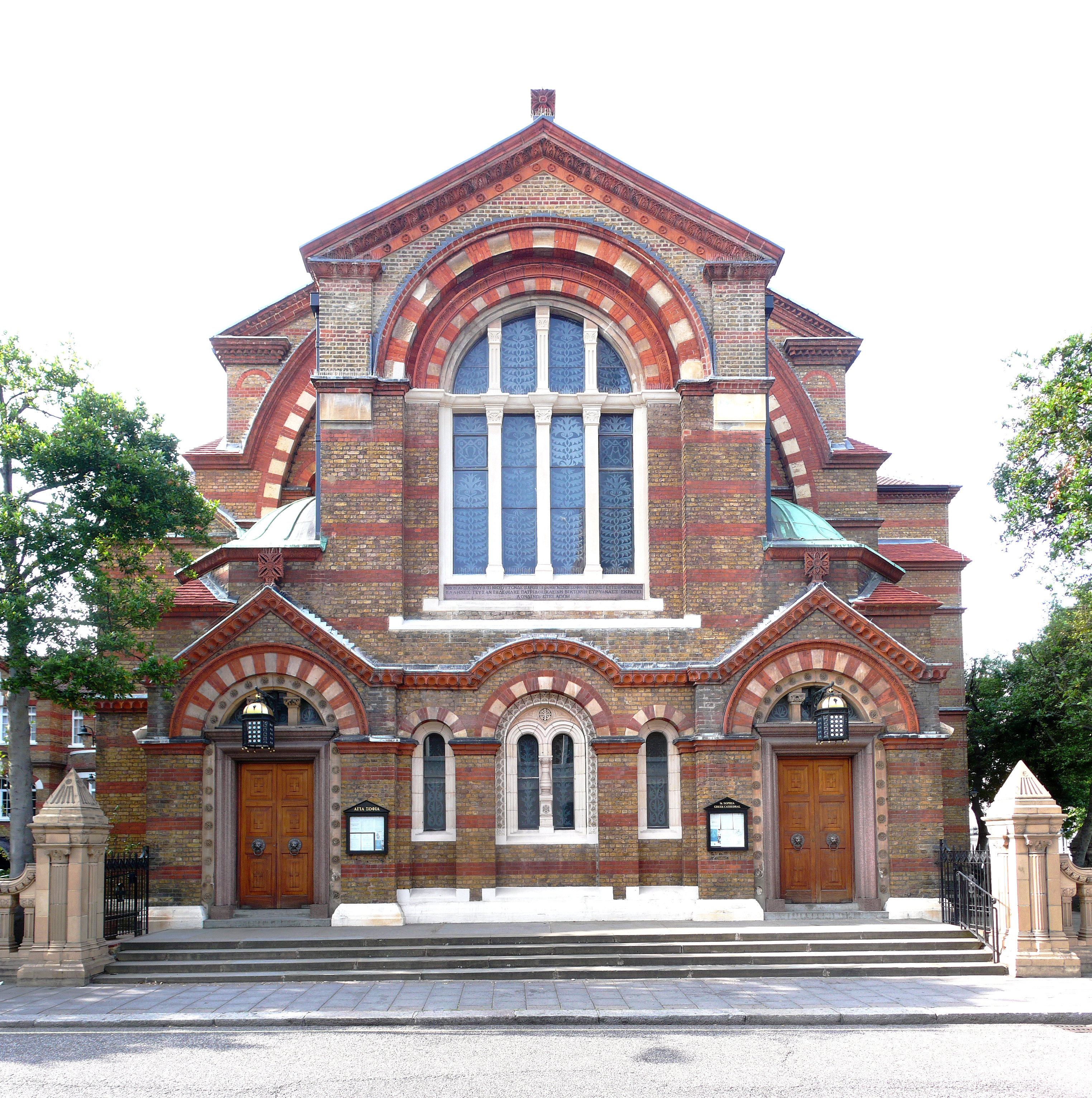
La cattedrale di Santa Sofia.

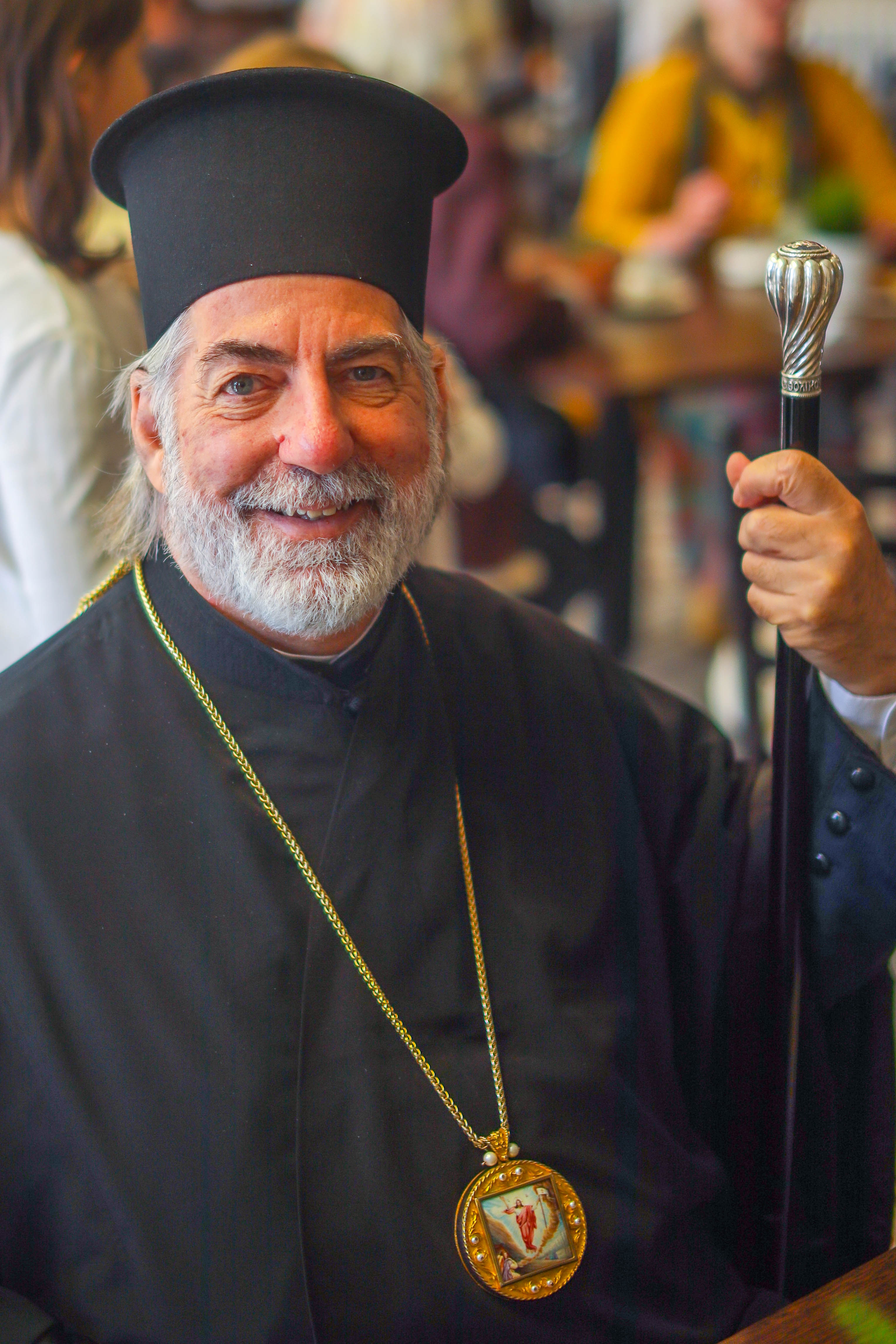
Niceta, arcivescovo di Tiatira e Gran Bretagna dal 2019.

L'arcidiocesi di Tiatira e Gran Bretagna (in greco: Ιερά Αρχιεπισκοπή Θυατείρων και Μεγάλης Βρετανίας; Ierá Archiepiskopí Thyateíron kai Megális Vretanías - in inglese: Sacred Archdiocese of Thyateira and Great Britain) è una sede del patriarcato ecumenico di Costantinopoli con giurisdizione sulla Gran Bretagna.
Dal 12 giugno 2019 l'arcivescovo è Niceta Lioulias, intronizzato il 29 luglio successivo.

## Territorio
L'arcidiocesi estende la sua giurisdizione sui fedeli greco-ortodossi del patriarcato di Costantinopoli che vivono in Gran Bretagna.
Sede arcivescovile è il quartiere Bayswater di Londra, dove si trova la cattedrale di Santa Sofia.

## Storia
Le comunità greco-ortodosse sono presenti nel Regno Unito fin dal XVII secolo. Il loro numero aumentò notevolmente nell'Ottocento e all'inizio del XX secolo, anche in seguito alla cosiddetta catastrofe dell'Asia Minore.
Nel 1922 il Santo Sinodo del patriarcato ecumenico di Costantinopoli, su iniziativa del patriarca Melezio IV, istituì la metropolia di Tiatira e Gran Bretagna con giurisdizione sulle comunità greco-ortodosse dell'Europa occidentale e centrale e con sede a Londra. Il nome di Tiatira proviene da quello di una delle sette Chiese apostoliche menzionate nel libro dell'Apocalisse di Giovanni, città che fu in epoca bizantina una sede vescovile. Il Santo Sinodo elesse coe primo metropolita Germanos Strinopoulos, metropolita titolare di Seleucia e archimandrita della Scuola Teologica di Halki. Il suo lungo episcopato (1922-1951) fu segnato dalla fondazione di un gran numero di comunità greco-ortodosse sia in Gran Bretagna che in altri paesi dell'Europa occidentale e centrale.
Nel 1951 gli succedette Athenagoras Kavvadas, già metropolita di Filadelfia e apocrisiario patriarcale. Durante il suo mandato continuò il lavoro pastorale e spirituale del suo predecessore, contribuendo ulteriormente alla formazione della presenza greco-ortodossa, sociale e teologica, in Gran Bretagna e nel resto dell'Europa occidentale.
Il 10 dicembre 1963, fu eletto metropolita Athenagoras Kokkinakis, vescovo titolare di Elea in servizio presso l'Arcidiocesi greco-ortodossa d'America. Durante il suo episcopato, il 24 febbraio 1968, la metropolia fu elevata al rango di arcidiocesi. Fu in questo periodo che, a causa dello sviluppo delle comunità greco-ortodosse, furono erette nuove metropolie greco-ortodosse in Francia, Germania, Austria e Scandinavia. La giurisdizione dell'arcidiocesi si limitò dunque alle sole isole britanniche.
L'arcivescovo Athenagoras intraprese un programma di modernizzazione e lo sviluppo dell'arcidiocesi incluse una serie di riforme riguardanti il rapporto dell'arcidiocesi con le altre istituzioni della diaspora greca e cipriota in Gran Bretagna, vale a dire l'organizzazione dei progetti educativi delle sue comunità, la pubblicazione di riviste (Orthodox Herald, rivista ufficiale dell'arcidiocesi), la gestione della massiccia diaspora di rifugiati a seguito dell'invasione dell'esercito turco a Cipro nel 1974.
Successore di Athenagoras fu Methodios Fouiyas, metropolita di Axum (Etiopia) della Chiesa greco-ortodossa di Alessandria. Ritiratosi nel 1988 per motivi di salute, fu seguito dall'arcivescovo Gregorios Theocharous, che operò una serie di riforme che riguardavano l'arcidiocesi, le comunità e le loro scuole. Gli è succeduto l'odierno arcivescovo Nikitas Loulias, che per molti anni ha prestato il suo servizio nell'Arcidiocesi greco-ortodossa d'America, oltre ad essere stato il primo metropolita di Hong Kong (1997-2007).
Il 22 marzo 2024 l'arcidiocesi ha ceduto una porzione del suo territorio (l'isola di Irlanda) per l'erezione della metropolia d'Irlanda.

## Cronotassi
- Germanos Strinopoulos † (24 marzo 1922 - 23 gennaio 1951 deceduto)[4]
- Athenagoras Kavadas † (12 aprile 1951 - 15 ottobre 1962 deceduto)[5]
- Athenagoras Kokkinakis † (10 dicembre 1963 - 9 settembre 1979 deceduto)[6]
- Methodios Fouiyas † (9 settembre 1979 - 16 aprile 1988 dimesso)[7]
- Gregorios Theocharous † (16 aprile 1988 - 12 giugno 2019 dimesso)[8]
- Nikitas Loulias, dal 12 giugno 2019